# Ildefonso Joaquín Infante y Macías
Ildefonso Joaquín Infantes y Macías (Moguer, 31 de mayo de 1813 - Moguer, 2 de julio de 1888) fue el segundo obispo de Tenerife entre 1877 y 1886; y el primero, tras el restablecimiento de esta diócesis.

## Biografía
Nació el 31 de mayo de 1813 en Moguer. El 2 de febrero de 1829 vistió la cogulla de San Benito en el Monasterio de Sevilla, desde donde fue enviado a estudiar filosofía y teología en el colegio de San Andrés de Espinareda en la diócesis de Astorga.
Tras la exclaustración, motivada por la Desamortización de Bienes Eclesiásticos promovida por Mendizabál en 1835 pasó a residir en el Convento - Hospital del Pozo Santo de Sevilla, acogido por el también moguereño Fray Juan Gil O.F.M., último Guardián del Convento de San Francisco Casa Grande de Sevilla.

### Sacerdocio
En 1838 recibió la estola del apóstol, pasando como profesor por varios colegios de Sevilla. Posteriormente cursó el doctorado de Teología en el claustro central de Madrid pasando a ostentar el cargo de Rector del seminario de San Bartolomé de Cádiz hasta el año 1857.
Entre 1858 y 1876 desempeñó varios cargos como misionero apostólico, Pro-notario honorario e individuo de la Academia Pontificia, procurador y gobernador eclesiástico en los que destacó notablemente por lo que fue recompensado con los títulos de Predicador de la real capilla, Subdelegado Castrense, comisario de los Santos Lugares y Prelado Doméstico y la condecoración del Gran Collar y Cruz de la orden del Santo Sepulcro. En 1860 fue nombrado canónigo maestrescuela de la Catedral de Segovia y en 1869 procurador de aquella diócesis en el Concilio Vaticano I.

### Episcopado

#### Obispo de Cádiz y Ceuta
El 18 de junio de 1876 fue consagrado obispo en la iglesia de Cádiz, cargo que desempeñó en Ceuta.

#### Obispo de Tenerife
El 20 de mayo de 1877 fue nombrado obispo de la diócesis de Tenerife o Nivariense. Allí destacó en el desempeño de su cargo, estableciendo escuelas gratuitas para niños pobres, misiones para evangelizar a los pueblos, y conferencias morales y litúrgicas para estimular al clero. La reina Isabel II de España, le concedió el tílulo de predicador de la Real Capilla y Comisario de los Santos Lugares.

### Últimos años
Se retiró del cargo de obispo nivarense en enero de 1882. Se jubiló en Moguer y ocupó el puesto de capellán perpetuo de la Ermita de Montemayor, a cuya virgen profesaba una enorme devoción.

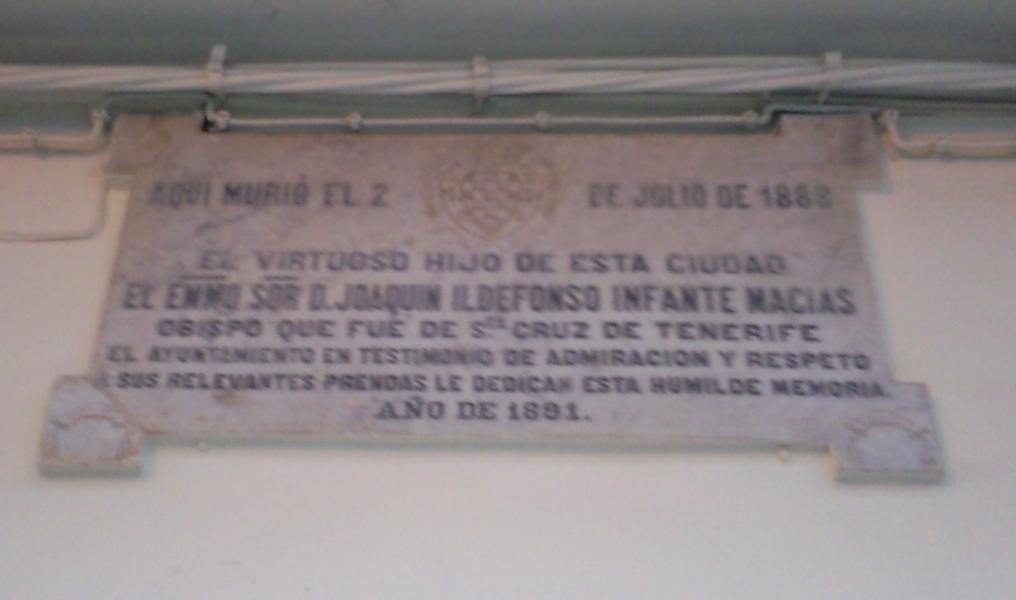
Placa homenaje en su casa (Moguer).

Murió el 2 de julio de 1888 en Moguer, siendo enterrado en la Ermita de Montemayor.

## Sucesión
| Predecesor: Sede Vacante          | Administrador Apostólico de Ceuta 1876 – 1877    | Sucesor: José Pozuelo y Herrero          |
| Predecesor: Luis Folgueras y Sión | Obispo de San Cristóbal de la Laguna 1877 – 1882 | Sucesor: Jacinto María Cervera y Cervera |

- Datos: Q5913888
- Multimedia: Ildefonso Joaquín Infante y Macías / Q5913888